# BKK Wirtschaft & Finanzen
Die BKK Wirtschaft & Finanzen – Die BKK der wirtschaftsprüfenden und -beratenden Berufe (BKK W&F) ist eine Betriebskrankenkasse der gesetzlichen Krankenversicherung mit Sitz in Melsungen.

## Geschichte
Die BKK W&F wurde am 1. Oktober 1999 als Betriebskrankenkasse der KPMG von der KPMG AG Wirtschaftsprüfungsgesellschaft errichtet. Seit 2006 lautet der vollständige amtliche Name BKK Wirtschaft & Finanzen – Die BKK der wirtschaftsprüfenden und -beratenden Berufe. Sie ist für alle geöffnet, die Wohn- oder Arbeitsort in den Bundesländern Baden-Württemberg, Bayern, Berlin, Brandenburg, Bremen, Hamburg, Hessen, Niedersachsen, Nordrhein-Westfalen, Rheinland-Pfalz, Saarland und Sachsen haben.

## Beitragssätze
Seit 1. Januar 2009 werden die Beitragssätze vom Gesetzgeber einheitlich vorgegeben. Die BKK erhebt ab 1. Januar 2024 einen einkommensabhängigen Zusatzbeitrag in Höhe von 1,99 Prozent des beitragspflichtigen Einkommens. Zum 1. September 2024 wurde er auf 2,99 Prozent erhöht. Ab 2025 werden 3,99 % aufgerufen.